# 拉梅地区埃尔塞
拉梅地区埃尔塞（法語：Ercé-en-Lamée，法語發音：[ɛʁse ɑ̃ lame]）是法国伊勒-维莱讷省的一个市镇，位于该省南部，属于勒东区。

## 地理
拉梅地区埃尔塞（47°49'49"N, 1°33'33"W）面积39.21 平方千米，位于法国布列塔尼大區伊勒-维莱讷省，该省份为法国西北部沿海省份，位于布列塔尼半岛东部，北濒大西洋，西接阿摩尔滨海省和莫尔比昂省，南至大西洋卢瓦尔省，西南端接曼恩-卢瓦尔省，东临马耶讷省，东北与芒什省接壤。
与拉梅地区埃尔塞接壤的市镇（或旧市镇、城区）包括：布列塔尼地区班、布列塔尼地区拉博斯、拉勒、圣叙尔皮斯德朗德、泰耶、图里、特雷伯夫、吕菲涅。
拉梅地区埃尔塞的时区为UTC+01:00、UTC+02:00（夏令时）。

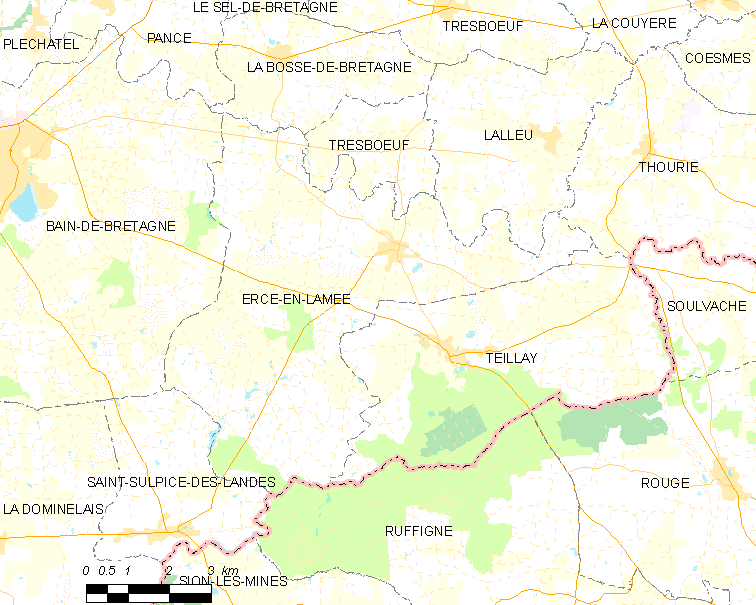
拉梅地区埃尔塞的OSM定位图

## 行政
拉梅地区埃尔塞的邮政编码为35620，INSEE市镇编码为35106。

## 政治
拉梅地区埃尔塞所属的省级选区为布列塔尼地区班县。

## 交通
伊勒-维莱讷省省道D57线、D82线和D93线在镇中心交汇，另有D53线和D772线过境。

## 人口

1962-2008年间拉梅地区埃尔塞人口变化图示

拉梅地区埃尔塞于2022年1月1日时的人口数量为1568人。